# Яновская, Софья Александровна
Софья Александровна Яновская (урождённая Неймарк; 19 (31) января 1896 — 24 октября 1966) — советский математик, философ, педагог, создатель советской школы философии математики.

## Биография
Софья Неймарк родилась в еврейском местечке Пружаны Гродненской губернии (ныне — Брестская область) в семье счетовода; вскоре семья переехала в Одессу.
В 1914 году по окончании одесской гимназии № 2 поступила на естественное отделение Высших женских курсов при Новороссийском университете. Проявленные ею успехи в математике побудили педагогов предложить ей перевестись на математическое отделение. В 1917 году прервала обучение и включилась в революционную борьбу.
Во время Гражданской войны и интервенции сил Антанты участвовала в одесском большевистском подполье и в работе подпольного Красного Креста. В ноябре 1918 года вступает в КП(б)У. Будучи секретарём редакции газеты «Коммунист» (орган Одесского комитета большевиков), она занималась перевозкой нелегальной литературы через линию фронта. Во время отступления белогвардейцев из Одессы была взята в плен вместе с группой красноармейцев и едва избежала смерти: во время расстрела ей удалось выжить, упав в реку и сумев выплыть.
Розенфельд Б. А. пишет:

Софья Александровна была активной участницей гражданской войны и однажды белые попытались её расстрелять. Её спасло то, что она была очень маленького роста и носила очень высокую шляпу. Расстрел происходил на мосту, пули попали в шляпу, сама Яновская упала в реку и, спрятавшись в камышах, просидела в них до темноты. В одном из рассказов И. И. Бабеля, в котором дело происходило под Одессой во время гражданской войны, упоминается некая Соня Яновская. Когда я спросил Софью Александровну, не о ней ли идет речь в этом рассказе, она ответила: «Исаак Бабель был моим приятелем».
В 1918 году вышла замуж за Исаака Ильича Яновского, также активного большевика. В 1919 году, прибыв в Елисаветград, вступила в ряды Красной Армии, где она сначала была политкрасноармейцем, а затем помощником редактора газеты «Красная армия» в Политуправлении 12-й Армии.
С 1920 по 1923 год работает в Одесском губкоме партии. В 1923 году командирована в Институт красной профессуры, начала посещать семинар Д. Ф. Егорова в Московском университете (с сентября 1930 года — Московский государственный университет (МГУ)).
В 1925 году возглавила семинар по методологии математики для студентов и аспирантов в МГУ. В 1928 году вышла первая работа в области философии математики: «Категория количества у Гегеля и сущность математики». В 1929 году окончила Институт красной профессуры. В 1930 году опубликована работа «Идеализм в современной философии математики».
В 1931 году Яновской присуждено звание профессора, она избрана в Московское математическое общество (ММО), а в 1935 году — присуждена учёная степень доктора физико-математических наук без защиты диссертации.
В 1935 году во время визита Людвига Витгенштейна в СССР сопровождала его в Москве и советовала философу отказаться от идеи остаться жить в Советском Союзе.
В годы Великой Отечественной войны, с 1941 по 1943 год, работала в Пермском государственном университете. В это время увлекла математикой многих студентов, в частности будущего академика О. А. Олейник.
В 1943 году С. А. Яновская организовала на механико-математическом факультете МГУ научно-исследовательский семинар по математической логике, которым руководила совместно с И. И. Жегалкиным и П. С. Новиковым. Ещё один семинар, по истории математики, начался в МГУ в 1944 году и проходил под руководством А. П. Юшкевича, С. А. Яновской и М. Я. Выгодского. Кроме этого, С. А. Яновская заведовала сектором методологии и истории НИИ математики с 1935 по (предположительно) 1950 год.
В 1944 году С. А. Яновская возглавила кафедру истории математических наук, действовавшую с 1938 года, и оставалась заведующей этой кафедры вплоть до её расформирования в 1955 году. В 1954 году ученик С. А. Яновской К. А. Рыбников защитил докторскую диссертацию и настоял на преобразовании кафедры истории математических наук в кабинет истории и методологии математики и механики, заведующим которого он и стал. После этого о том, что С. А. Яновская заведовала кафедрой истории математических наук, по неизвестным причинам практически нигде не упоминалось.
Также С. А. Яновская уделяла большое внимание развитию математической логики, была не только пропагандистом и популяризатором, но и одним из пионеров, утверждавших в нашей стране математическую логику «как самодостаточную и самоценную дисциплину». 3 марта 1959 года на механико-математическом факультете МГУ была организована кафедра математической логики, где С. А. Яновская работала с момента создания кафедры.
В 1947 году она стала редактором перевода, комментатором и автором вступительной статьи к первой опубликованной в России монографии по математической логике — «Основы теоретической логики» Д. Гильберта и В. Аккермана, встреченной недоброжелательно некоторыми советскими философами, уверявшими, что эта книга будто бы «протаскивает идеализм» в логику.
В 1948 году в её переводе и с её предисловием выходят в свет книга А. Тарского «Введение в логику и методологию дедуктивных наук» и книга Р. Гудстейна «Математическая логика». С. А. Яновская стала инициатором издания и таких книг, как «Введение в метаматематику» С. К. Клини и «Введение в математическую логику» А. Чёрча.
В 1948 году началось издание материалов семинара под названием «Историко-математические исследования» (ИМИ): это был первый в мире специализированный ежегодник по истории математики.
Задача математической логики, по С. А. Яновской, состоит в том, чтобы сделать логику точной наукой, применяя к ней методы математики. Необходимо, писала она, «пользуясь уже разработанными средствами математики, уточнять понятия и методы логики, чтобы при их помощи решать более трудные задачи математики и логики, и так идти вперёд всё далее и далее, совершенствуя математику средствами логики и логику средствами математики (в которой логика играет большую роль)». С. А. Яновская придавала большое значение систематизации, разработке и решению философских вопросов математической логики. Нашим философам, писала она «нельзя уклоняться от необходимости готовить кадры таких специалистов, которые могут квалифицированно, то есть на основе специальной работы над вопросами математической логики разобраться в этой проблематике с точки зрения диалектического материализма». Такими вопросами она считала соотношение математики и логики, характер существования тех или иных абстрактных объектов математики, выбор систем аксиом для различных логических исчислений (классическая и конструктивная логики, комбинаторная логика и многое другое), «решение» (или исключение антиномий (парадоксов) логического или семантического характера и прочие. Ею разработаны проблемы определения через абстракцию, способы преодоления с позиции диалектического материализма номиналистических и идеалистических (платоновских) взглядов на универсалии и другие вопросы логики, имеющие сугубо мировоззренческое значение.
Работы Яновской в области математической логики подготовили открытие 3 марта 1959 года кафедры математической логики на механико-математическом факультете МГУ. При создании кафедры она выполняла основную организаторскую работу, была профессором кафедры до последних дней своей жизни.
Урна с прахом С. А. Яновской захоронена на Новодевичьем кладбище.
Историк логики В. А. Бажанов:

…задаётся вопросом: как произошло, что учёный [Яновская], придерживавшийся в достаточно зрелом возрасте (в 40 лет!) марксистско-ленинской идеологии в её более чем ортодоксальном, воинственном варианте, сурово клеймивший в 1930-х годах своих идеологических противников, смог стать человеком, сознательно, последовательно и энергично возрождавшим то, что только что им разрушалось, и бережно оберегавшим ростки новых тенденций от старых недоброжелателей?— 